# Horne (Hjørring Kommune)
 For alternative betydninger, se Horne. (Se også artikler, som begynder med Horne)
Horne er en mindre by i Vendsyssel med 669 indbyggere  (2024), beliggende i Horne Sogn. Byen ligger i Hjørring Kommune og hører til Region Nordjylland.
Horne strækker sig fra Horne Kirke i vest (mod Tornby) til Horne Skole i øst (mod Åbyen). Midt i byen ligger det lokale pizzeria med Horne Efterskole til nabo. Mod nord i retning af Hirtshals ligger Horne Stadion (Horne KFUM). Nordjyske Jernbaners strækning Hjørring-Hirtshals inkluderer Horne Station vest for kirken, ca. 3 km vest for centrum.
En væsentlig del af byens (ældre) befolkning er Indre Mission, Kredsforbund 8 og holder til i Missionshuset på Skansebakken . Horne missionshus blev indviet d. 10. November 1875 og er i dag Danmarks ældste missionshus .
Byen er præget af de årlige arrangementer arrangeret af Horne KFUM som blandt andet omfatter Tour de Skansebakken og Danske Bank Cup (i dag Slagter Winther Cup) som er en fodboldturnering for lilleputter til juniorer med typisk deltagelse fra Danmark, Norge, Sverige og Tyskland. 
Tidligere landsholdsmålmand Mogens Krogh, forfatter og medstifter af Venligboerne, Mads Nygaard og entertaineren Niels Hausgaard stammer fra Horne.